# 蓋爾河

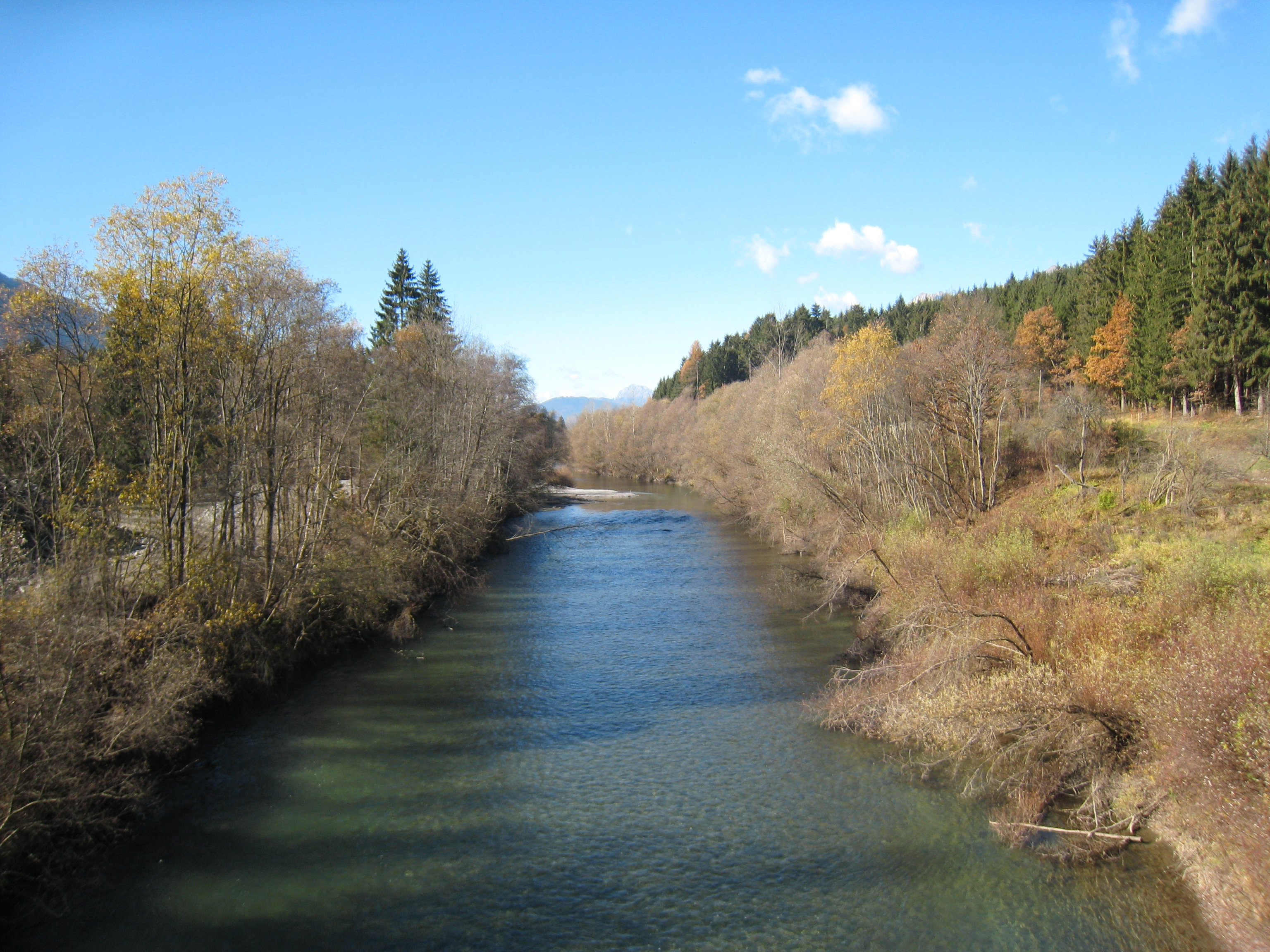

蓋爾河（德語：Gail）是奧地利的河流，位於該國南部，屬於德拉瓦河的右支流，河道全長122.2公里，流域面積1,403平方公里，發源自蒂罗尔州，最終在菲拉赫附近注入德拉瓦河。